# ツールマレー峠

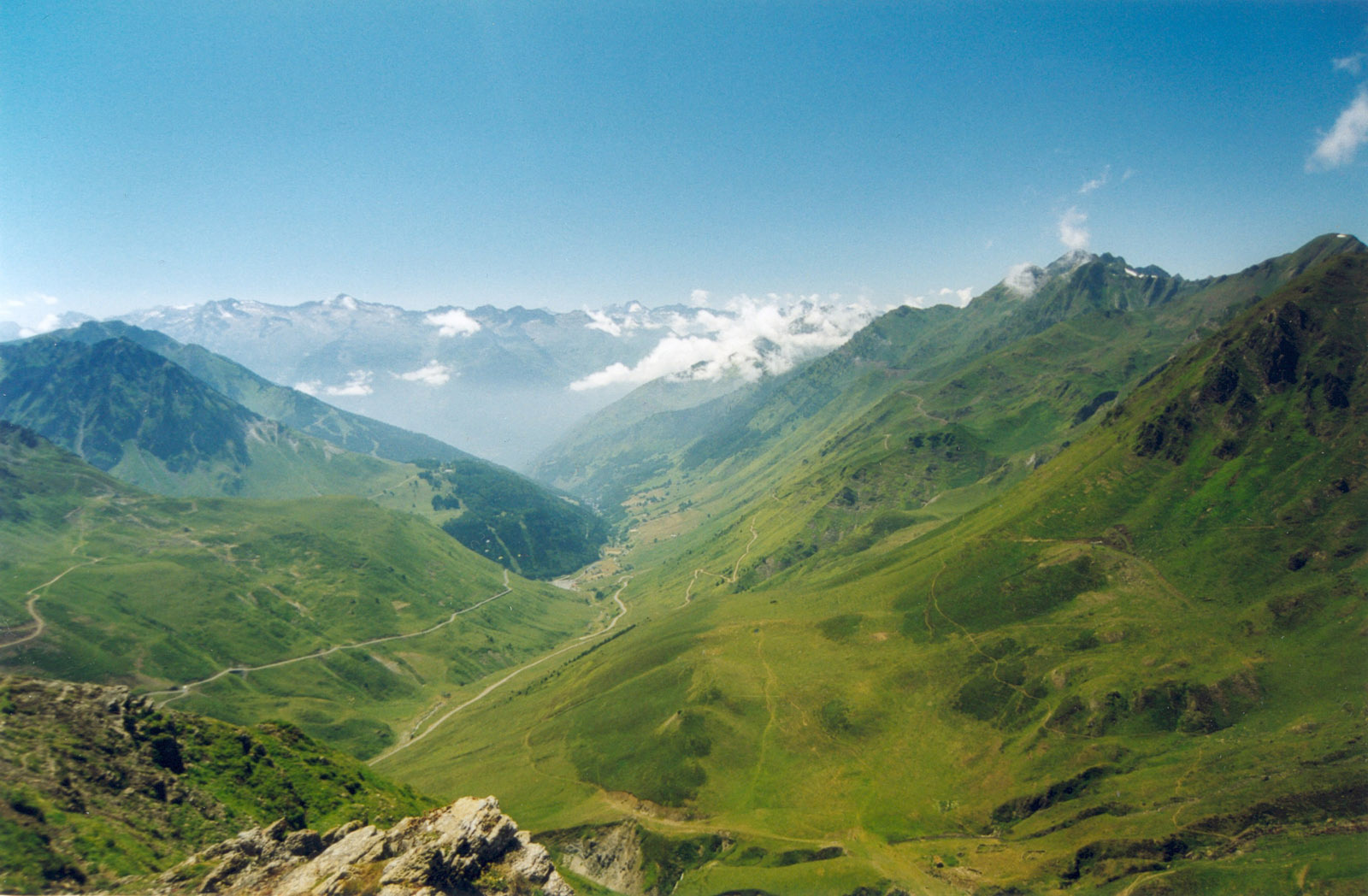
峠から西を望む

ツールマレー峠（つーるまれーとうげ、フランス語: Col du Tourmalet）は、フランス南部のオート＝ピレネー県に位置する、標高2115m地点にあたる峠の名称。近時は原語発音に近いトゥルマレ峠もしくはトゥールマレー峠と表記されることもある。
ピレネー山脈のほぼ中央部、ピック・ドゥ・ミディ・デュ・ビゴール山のすぐ南側に位置する。峠の東側はなだらかな斜面であり、この一帯はラ・モンジーのスキーリゾートを成している。峠の西側にはガヴァルニー渓谷が広がる。
峠の西側に位置するリュス＝サン＝ソヴァールを始点とした場合、水平距離にして19kmの地点であり、標高差は1404m、平均7.4%、最大10.2%の勾配がある。また東側に位置するサント＝マリー・ド・カンパンを始点とした場合、水平距離にして17.2kmの地点であり、標高差は1268m、平均7.4%、最大10%の勾配がある。
峠からはピック・ドゥ・ミディ山頂まで未舗装路が延びている（一般車は通行止め）。

## ツール・ド・フランス
当峠は、ツール・ド・フランスのピレネー山脈越えステージにおいて、ほぼ毎年登場する定番の難所として知られる。最初にコースとして組み入れられたのは1910年で、同年の総合優勝者である、オクタヴ・ラピーズが最初に当峠を通過した。2013年の第100回大会までに78回登場している。
また、ブエルタ・ア・エスパーニャにおいても、コースに組み入れられたことが何度かある。
当峠には、1936年から1987年までツール・ド・フランスのレース運営者を務めたジャック・ゴデの銅像があり、またオクタヴ・ラピーズの記念碑もある（右上画像の自転車に乗った人の像）。また、この峠を首位で通過した選手には「ジャック・ゴデ記念賞」として5000ユーロのボーナス賞金が与えられる。
2010年のツール・ド・フランスでは、当峠通過100周年を記念し、第16ステージ及び、ゴール地点として設けられた第17ステージと、2回組み入れられている。

### 歴代首位通過者

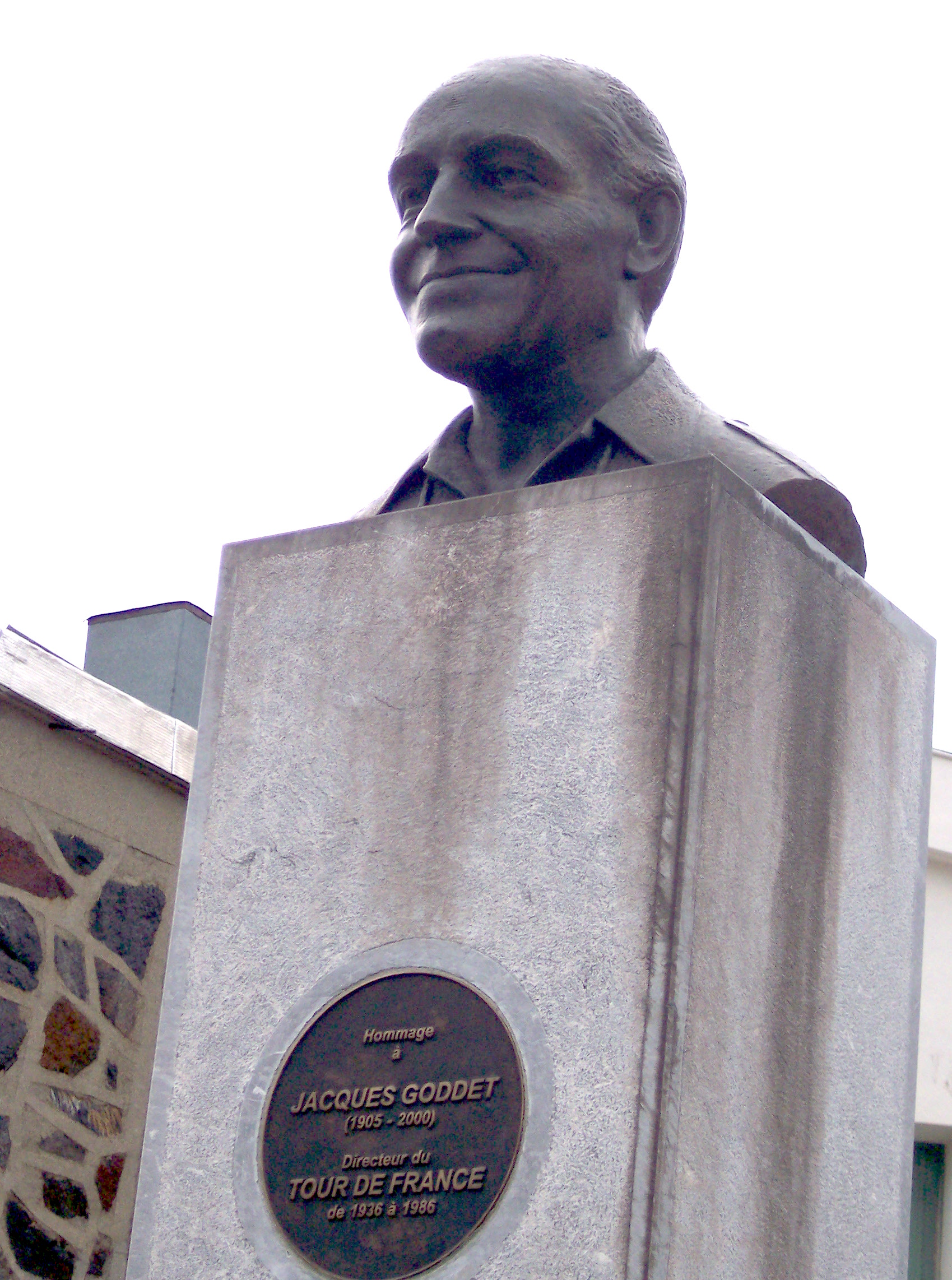
ジャック・ゴデの銅像

1947年以降
| 年   | ステージ | カテゴリー | 首位通過選手                                  |
| ---- | -------- | ---------- | --------------------------------------------- |
| 2023 | 6        | HC         | トビアス・ヨハンネセン                        |
| 2021 | 18       | HC         | ピエール・ラトゥール                          |
| 2018 | 19       | HC         | ジュリアン・アラフィリップ                    |
| 2016 | 8        | HC         | ティボー・ピノ                                |
| 2015 | 11       | HC         | ラファウ・マイカ                              |
| 2014 | 18       | HC         | ブレル・カドリ                                |
| 2012 | 16       | HC         | トマ・ヴォクレール                            |
| 2011 | 12       | HC         | ジェレミ・ロワイ                              |
| 2010 | 16       | HC         | クリストフ・モロー                            |
| 2009 | 9        | HC         | フランコ・ペッリツォッティ                    |
| 2008 | 10       | HC         | レミ・ディ・グレゴリオ                        |
| 2006 | 11       | HC         | ダビド・デ・ラ・フエンテ                      |
| 2003 | 15       | HC         | シルヴァン・シャヴァネル                      |
| 2001 | 14       | HC         | スヴェン・モンゴメリー                        |
| 1999 | 16       | HC         | アルベルト・エッリ                            |
| 1998 | 10       | HC         | アルベルト・エッリ                            |
| 1997 | 9        | HC         | ハビエル・パスクアル・ロドリゲス              |
| 1995 | 15       | HC         | リシャール・ヴィランク                        |
| 1994 | 12       | HC         | リシャール・ヴィランク                        |
| 1993 | 17       | HC         | トニー・ロミンゲル                            |
| 1991 | 13       | HC         | クラウディオ・キアプッチ                      |
| 1990 | 16       | HC         | ミゲル・マルティネス・トレス                  |
| 1989 | 10       | HC         | ロバート・ミラー                              |
| 1988 | 15       | HC         | ラウデリーノ・クビーノ                        |
| 1986 | 13       | HC         | ドミニク・アルノー                            |
| 1985 | 17       | HC         | ペリョ・ルイス・カベスタニー                  |
| 1983 | 10       | HC         | パトロシニオ・ヒメネス                        |
| 1980 | 13       | HC         | レイモン・マルタン                            |
| 1978 | 11       | 1          | ミシェル・ポランティエール                    |
| 1977 | 2        | 1          | ルシアン・バンインプ                          |
| 1976 | 15       | 1          | フランシスコ・ガルドス                        |
| 1975 | 11       | 1          | ルシアン・バンインプ                          |
| 1974 | 18       | 1          | ゴンサロ・アハ                                |
| 1973 | 14       | 1          | ベルナール・テブネ                            |
| 1972 | 8        | 1          | ロジェ・スウェルツ                            |
| 1971 | 16       | 1          | ルシアン・バンインプ                          |
| 1970 | 19       | 1          | アンドレス・ガンダリアス                      |
| 1969 | 17       | 1          | エディ・メルクス                              |
| 1968 | 8        | 1          | ジャンピエール・デュカス                      |
| 1967 | 17       | 1          | フリオ・ヒメネス                              |
| 1965 | 9        | 1          | フリオ・ヒメネス                              |
| 1964 | 16       | 1          | フリオ・ヒメネス フェデリコ・バーモンテス     |
| 1963 | 17       | 1          | レイモン・プリドール フェデリコ・バーモンテス |
| 1962 | 17       | 1          | フェデリコ・バーモンテス                      |
| 1961 | 17       | 1          | マルセル・ケエイユ                            |
| 1960 | 11       | 1          | クルト・ギミ                                  |
| 1959 | 10       | 1          | アルマン・デメ                                |
| 1957 | 18       | 1          | ホセ・ダ・シルバ                              |
| 1955 | 18       | 1          | ミゲル・ポブレット                            |
| 1954 | 12       | 1          | フェデリコ・バーモンテス                      |
| 1953 | 11       | 1          | ジャン・ロビック                              |
| 1952 | 18       | 1          | ファウスト・コッピ                            |
| 1951 | 14       | 1          | ジャン・ディーデリッヒ                        |
| 1950 | 11       | 1          | クレベール・ピオ                              |
| 1949 | 11       | 1          | ファウスト・コッピ                            |
| 1948 | 8        | 1          | ジャン・ロビック                              |
| 1947 | 15       | 1          | ジャン・ロビック                              |

### 当峠がゴール地点だった年度
| 年   | ステージ | カテゴリー | 区間優勝                     | 総合首位                                    |
| ---- | -------- | ---------- | ---------------------------- | ------------------------------------------- |
| 2019 | 14       | HC         | ティボー・ピノ               | ジュリアン・アラフィリップ                  |
| 2010 | 17       | HC         | アンディ・シュレク           | アルベルト・コンタドール アンディ・シュレク |
| 1974 | 17       | 1          | ジャンピエール・ダンギローム | エディ・メルクス                            |